# SV Limburgia
Sport Vereniging Limburgia was een Nederlandse voetbalclub en sportvereniging uit Brunssum (Limburg). In 1998 fuseerde SV Limburgia met RKBSV tot BSV Limburgia.

## Oprichting
SV Limburgia werd op 9 mei 1920 opgericht, in eerste instantie onder de naam Rhenania, door de Staatsmijnen. In 1927 verhuisde de club naar de locatie van stadion Park Limburgia aan de Venweg naast Staatsmijn Hendrik en werd de naam omgedoopt tot Sportvereniging Staatsmijn Hendrik. Pas op 14 juli 1936 werd de naam, tijdens de algemene vergadering, omgedoopt in SV Limburgia. Het sportpark De Venweg bestond uiteindelijk uit drie speelvelden, waarvan het grootste voorzien was van een lange overdekte zittribune en onoverdekte staantribunes aan een lange zijde van het veld en achter beide doelen. Het stadion bood plaats aan 14.000 toeschouwers en had tot de sloop in 2000 de oude lichtmasten van het Mauritsstadion van Fortuna'54 uit Geleen, die de club in 1981 aankocht vlak voor de sloop van het vervallen Mauritspark.

## Prestaties
In de periode 1925-1939 speelde Limburgia in de tweede klasse. In het seizoen 1939/40 promoveerde de club naar de eerste klasse, maar degradeerde één seizoen later. Twee seizoenen later (1943/44) promoveerde de club weer na het behalen van het kampioenschap in de tweede klasse en in het seizoen 1945/46 werd Limburgia afdelingskampioen in de eerste klasse. In de kampioenscompetitie om het landskampioenschap eindigde Limburgia op de laatste (zesde) plaats.

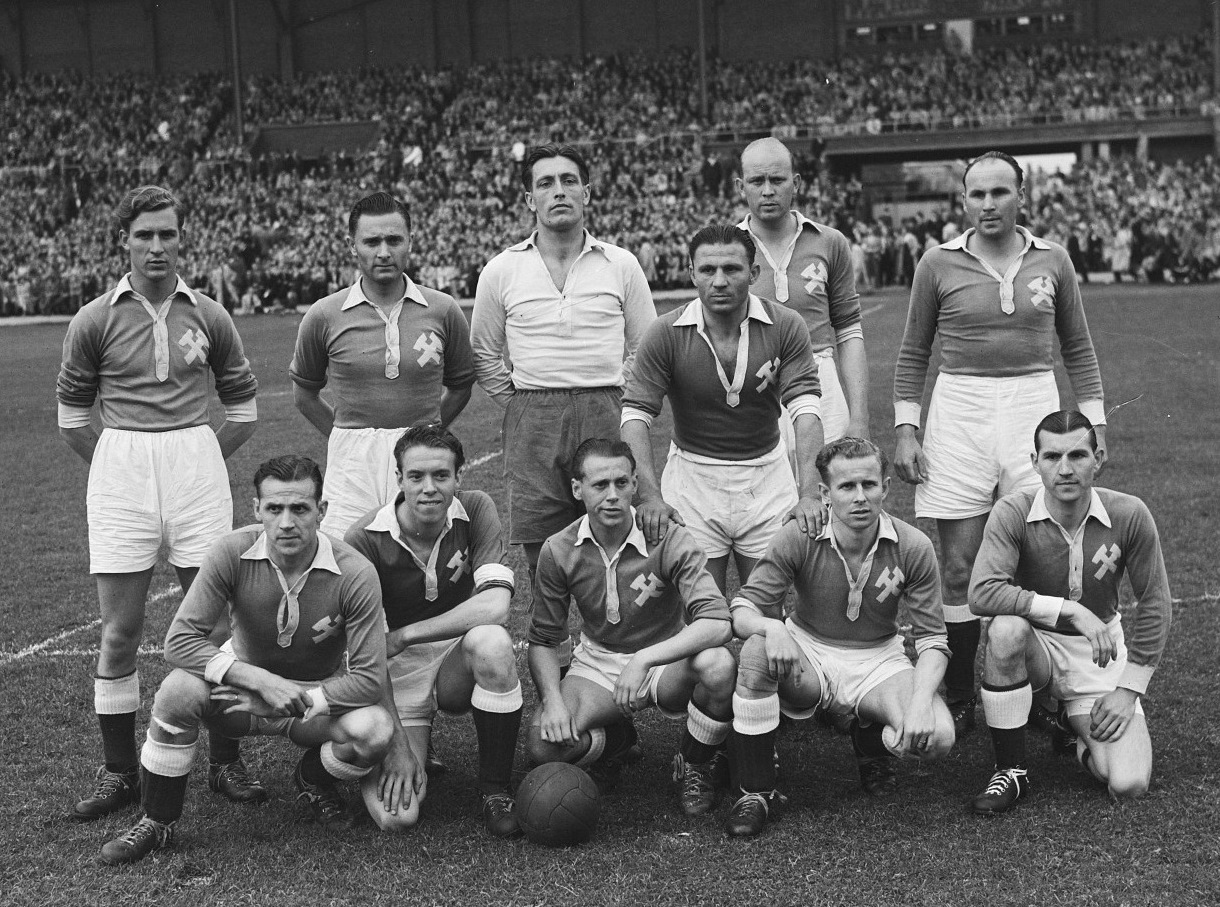
Het elftal van Limburgia van het seizoen 1949/50

Vier jaar later was het wel prijs. Na het behalen van het afdelingskampioenschap (Eerste klasse zuid I), eindigden ze ditmaal wel op de eerste plaats in de landelijke kampioenscompetitie en daarmee landskampioen van Nederland, het hoogtepunt uit de geschiedenis van voetbalclub Limburgia. Op zaterdagavond 24 juni 1950, toen de spelers van Limburgia, aanschouwd door 60.000 supporters, waarvan 2.000 eigen supporters, in een zinderende finale in het Olympisch Stadion tegenstander Ajax versloegen met 6–0.
Limburgia werd daarmee de eerste Limburgse club die Nederlands kampioen werd. De spelers van dit legendarische kampioensteam waren: Piet Bruist, Frits Cox, Lei Cox, Frits de Graaf (1926-1998), Willy Groen, Jan van Huizen, Sjra Jacobs (1922–1994), Hens van Lubeck (1921–1992), Nelis van Lubeck (1919–1976), Mathieu Spanjer en Hub Welzen (1919–1979).
Na de invoering van het betaald voetbal in 1954 ging ook Limburgia profvoetbal spelen. De club kon de gouden tijden van de late jaren veertig echter niet doen herleven. Integendeel: in 1963 degradeerde Limburgia zelfs naar de Tweede divisie. Bij de in 1971 doorgevoerde sanering in het betaalde voetbal werd de club teruggezet naar de amateurs.
In 1976 werd Limburgia landskampioen bij de Zondagamateurs door een 2–1-overwinning op Weber Germanicus. In 1985 won de club het nationale bekerkampioenschap door een 3–2-overwinning tegen SV Urk. Verder werden er in deze periode pogingen ondernomen om opnieuw terug te keren in het betaalde voetbal wat uiteindelijk niet lukte.

## Einde
In 1998 viel uiteindelijk het doek. Wat er overgebleven was van de historische club Limburgia is verder opgegaan in RKBSV, onder de naam BSV Limburgia en verliet het terrein aan de Venweg. De nieuwe club nam het eerste seizoen (1998/99) de plaats van Limburgia in in de 1e klasse (1D).

## Erelijst
| Nationaal                    |    |         |
| Landskampioen                | 1x | 1949/50 |
| Districtwinnaar              | 1x | 1949/50 |
| Amateurperiode               |    |         |
| KNVB Beker voor amateurs     | 1x | 1984/85 |
| Algemeen zondagkampioenschap | 1x | 1975/76 |
| Zondag Hoofdklasse C         | 1x | 1975/76 |
| Districtsbeker Zuid II       | 1x | 1984/85 |

### Competitieresultaten 1937–1998
| 8 2C |

| 3 3A |

| 1 2C |

| 10 |

| 12 |

| 2 2A |

| 3 2A |

| 1 2A |

|  |

| 1 |

| 4 |

| 6 |

| 2 |

| 1 |

| 3 1E |

| 5 1D |

| 7 1D |

| 12 1D |

| 3 C |

| 10 A |

| 3 A |

| 9 B |

| 6 A |

| 13 B |

| 6 A |

| 6 B |

| 15 |

| 6 B |

| 8 B |

| 8 B |

| 10 |

| 11 |

| 6 |

| 8 |

| 13 |

| 1 2A |

| 5 1F |

| 1 1F |

| 8 C |

| 1 C |

| 2 C |

| 8 C |

| 6 C |

| 6 C |

| 7 C |

| 12 C |

| 10 C |

| 8 C |

| 2 C |

| 6 C |

| 9 C |

| 12 C |

| 3 C |

| 12 C |

| 3 1F |

| 8 1F |

| 2 1F |

| 2 1F |

| 7 1F |

| 8 1F |

| 8 1D |

| 8 1D |

| Hoofdklasse (profniveau) | Eerste divisie | Eerste klasse (profniveau) | Tweede divisie | Hoofdklasse | Eerste klasse | Tweede klasse | Derde klasse |

In elke staaf van de grafiek staat van boven naar beneden vermeld: 
- Eindnotering

Dit is de positie die de club heeft bereikt in de competitie, zonder eventuele beslissings-, play-off- of nacompetitiewedstrijden die nodig zijn geweest om bijvoorbeeld de kampioen van de competitie te bepalen.
Indien een * achter het getal staat is de notering een tussenstand en kan het zijn dat de notering niet overeenkomt met de uiteindelijke eindstand van de competitie.
Staat er een - dan is het seizoen nog bezig en is er geen definitieve uitslag bekend.
Staat er xx op de positie van de notering, dan heeft de club vroegtijdig de competitie verlaten. Dit kan onder andere komen door terugtrekking van het team, faillissement van de club of door een uitgedeelde straf van de KNVB. In veel gevallen staat elders in het artikel de reden vermeld.
Staat er een ? dan is het resultaat uit het verleden onbekend, en is alleen de competitie of het niveau bekend van dat seizoen.
In de seizoenen 2019/20 en 2020/21 werd wegens de coronacrisis het amateurvoetbal afgebroken. Daardoor kennen deze staven geen eindklassering (middels -- weergegeven).
- Competitieniveau en afdelingsletter of Officiële eindstand Eredivisie
  - Competitieniveau en afdelingsletter

Hierbij geeft het getal het niveau weer, dat ook terug te vinden is in de legenda. De letter is de afdelingsaanduiding en wordt gebruikt wanneer er meer afdelingen zijn op hetzelfde niveau. De afdelingsletter is altijd een hoofdletter en wordt meestal zonder nummer gebruikt.
Voorbeeld: 2F is niveau 2e klasse competitie F.
Het competitieniveau en nummer wordt niet vermeld wanneer er slechts één competitie van dit niveau was.
  - Officiële eindstand Eredivisie (getal staat tussen haakjes vermeld)

Sinds de introductie van play-offwedstrijden voor Europees voetbal na afloop van de reguliere competitie in 2005/06, is de KNVB verplicht een eindstand van de Eredivisie door te geven aan de UEFA aan de hand van deze play-offwedstrijden.
Bij deze eindstand staan clubs die zich hebben gekwalificeerd voor Europees voetbal hoger dan clubs die zich niet wisten te kwalificeren. Indien er geen verschil was tussen de eindnotering en de officiële eindstand, staat dit getal niet vermeld.

- Onderafdeling

Hier staat afgekort de naam van de onderafdeling indien de club in dat jaar in een onderafdeling uitkwam. Tevens staat deze afkorting in de legenda en wordt gelinkt naar het artikel over deze onderafdeling. Deze afkorting wordt alleen vermeld wanneer de club in het verleden in verschillende onderafdelingen heeft gespeeld. Deze vermelding is in de staaf altijd in kleine letters. Deze onderafdelingen zijn na het seizoen 1995/96 afgeschaft. Heeft de club in slechts één onderafdeling gespeeld, dan is dit alleen terug te vinden in de legenda.
Onder de staaf staat het jaartal vermeld waarin het seizoen is afgesloten. 15 verwijst naar het seizoen 2014/15 of eventueel het seizoen 1914/15.
Wanneer een staaf leeg is, zijn deze gegevens niet bekend. Het kan ook zijn dat de club dat seizoen niet heeft meegespeeld op het hogere amateurniveau, vroegtijdig de competitie heeft verlaten of uit de competitie is gezet.

In het seizoen 1944/45 was er wegens de Tweede Wereldoorlog geen regulier competitievoetbal.

## Betaald voetbal

### Seizoensoverzichten
| Resultaten van Limburgia sinds de toetreding in het betaald voetbal in 1954 | Resultaten van Limburgia sinds de toetreding in het betaald voetbal in 1954 | Resultaten van Limburgia sinds de toetreding in het betaald voetbal in 1954 | Resultaten van Limburgia sinds de toetreding in het betaald voetbal in 1954 | Resultaten van Limburgia sinds de toetreding in het betaald voetbal in 1954 | Resultaten van Limburgia sinds de toetreding in het betaald voetbal in 1954 | Resultaten van Limburgia sinds de toetreding in het betaald voetbal in 1954 | Resultaten van Limburgia sinds de toetreding in het betaald voetbal in 1954 | Resultaten van Limburgia sinds de toetreding in het betaald voetbal in 1954 | Resultaten van Limburgia sinds de toetreding in het betaald voetbal in 1954 | Resultaten van Limburgia sinds de toetreding in het betaald voetbal in 1954 | Resultaten van Limburgia sinds de toetreding in het betaald voetbal in 1954 | Resultaten van Limburgia sinds de toetreding in het betaald voetbal in 1954                                                                             |
| Seizoen                                                                     | Competitie                                                                  | Competitie                                                                  | Competitie                                                                  | Competitie                                                                  | Competitie                                                                  | Competitie                                                                  | Competitie                                                                  | Competitie                                                                  | Competitie                                                                  | Kwalificatie                                                                | KNVB beker                                                                  | Bijzonderheid |
| Seizoen                                                                     | Divisie                                                                     | GW                                                                          | W                                                                           | G                                                                           | V                                                                           | PNT                                                                         | DV                                                                          | DT                                                                          | POS                                                                         | Kwalificatie                                                                | KNVB beker                                                                  | Bijzonderheid |
| --------------------------------------------------------------------------- | --------------------------------------------------------------------------- | --------------------------------------------------------------------------- | --------------------------------------------------------------------------- | --------------------------------------------------------------------------- | --------------------------------------------------------------------------- | --------------------------------------------------------------------------- | --------------------------------------------------------------------------- | --------------------------------------------------------------------------- | --------------------------------------------------------------------------- | --------------------------------------------------------------------------- | --------------------------------------------------------------------------- | --- |
| 1954/55                                                                     | Eerste klasse C                                                             | 10                                                                          | 4                                                                           | 2                                                                           | 4                                                                           | 10                                                                          | 15                                                                          | 11                                                                          | 6e                                                                          | –                                                                           | Geen bekertoernooi                                                          | Limburgia treedt toe tot het betaald voetbal De competitie werd na de fusie van de KNVB en de NBVB niet afgemaakt. Alle teams werden opnieuw ingedeeld. |
| 1954/55                                                                     | Eerste klasse C                                                             | 26                                                                          | 14                                                                          | 6                                                                           | 6                                                                           | 34                                                                          | 53                                                                          | 33                                                                          | 3e                                                                          | Hoofdklasse                                                                 | Geen bekertoernooi                                                          | Limburgia treedt toe tot het betaald voetbal De competitie werd na de fusie van de KNVB en de NBVB niet afgemaakt. Alle teams werden opnieuw ingedeeld. |
| 1955/56                                                                     | Hoofdklasse A                                                               | 34                                                                          | 12                                                                          | 11                                                                          | 11                                                                          | 35                                                                          | 56                                                                          | 56                                                                          | 10e                                                                         | Eerste divisie                                                              | Geen bekertoernooi                                                          | |
| 1956/57                                                                     | Eerste divisie A                                                            | 30                                                                          | 13                                                                          | 11                                                                          | 6                                                                           | 37                                                                          | 50                                                                          | 37                                                                          | 3e                                                                          | –                                                                           | 2e ronde                                                                    | – |
| 1957/58                                                                     | Eerste divisie B                                                            | 30                                                                          | 10                                                                          | 8                                                                           | 12                                                                          | 28                                                                          | 54                                                                          | 52                                                                          | 9e                                                                          | –                                                                           | 3e ronde                                                                    | – |
| 1958/59                                                                     | Eerste divisie A                                                            | 30                                                                          | 13                                                                          | 7                                                                           | 10                                                                          | 33                                                                          | 52                                                                          | 44                                                                          | 6e                                                                          | –                                                                           | Geen deelname                                                               | – |
| 1959/60                                                                     | Eerste divisie B                                                            | 32                                                                          | 9                                                                           | 7                                                                           | 16                                                                          | 25                                                                          | 52                                                                          | 62                                                                          | 13e                                                                         | –                                                                           | Geen bekertoernooi                                                          | – |
| 1960/61                                                                     | Eerste divisie A                                                            | 34                                                                          | 16                                                                          | 7                                                                           | 11                                                                          | 39                                                                          | 61                                                                          | 54                                                                          | 6e                                                                          | –                                                                           | Groepsfase                                                                  | – |
| 1961/62                                                                     | Eerste divisie B                                                            | 34                                                                          | 17                                                                          | 7                                                                           | 10                                                                          | 41                                                                          | 72                                                                          | 48                                                                          | 6e                                                                          | –                                                                           | 2e ronde                                                                    | – |
| 1962/63                                                                     | Eerste divisie                                                              | 30                                                                          | 7                                                                           | 5                                                                           | 18                                                                          | 19                                                                          | 40                                                                          | 69                                                                          | 15e                                                                         | Rechtstreekse degradatie                                                    | 2e ronde                                                                    | – |
| 1963/64                                                                     | Tweede divisie B                                                            | 30                                                                          | 13                                                                          | 7                                                                           | 10                                                                          | 33                                                                          | 49                                                                          | 58                                                                          | 6e                                                                          | –                                                                           | 2e ronde                                                                    | – |
| 1964/65                                                                     | Tweede divisie B                                                            | 28                                                                          | 12                                                                          | 5                                                                           | 11                                                                          | 29                                                                          | 46                                                                          | 48                                                                          | 8e                                                                          | –                                                                           | 2e ronde                                                                    | – |
| 1965/66                                                                     | Tweede divisie B                                                            | 28                                                                          | 9                                                                           | 9                                                                           | 10                                                                          | 27                                                                          | 43                                                                          | 51                                                                          | 8e                                                                          | –                                                                           | Groepsfase                                                                  | – |
| 1966/67                                                                     | Tweede divisie                                                              | 44                                                                          | 18                                                                          | 15                                                                          | 11                                                                          | 51                                                                          | 64                                                                          | 51                                                                          | 10e                                                                         | –                                                                           | Geen deelname                                                               | – |
| 1967/68                                                                     | Tweede divisie                                                              | 38                                                                          | 11                                                                          | 14                                                                          | 13                                                                          | 36                                                                          | 64                                                                          | 54                                                                          | 11e                                                                         | –                                                                           | Groepsfase                                                                  | – |
| 1968/69                                                                     | Tweede divisie                                                              | 34                                                                          | 13                                                                          | 10                                                                          | 11                                                                          | 36                                                                          | 50                                                                          | 44                                                                          | 6e                                                                          | –                                                                           | 2e ronde                                                                    | – |
| 1969/70                                                                     | Tweede divisie                                                              | 32                                                                          | 14                                                                          | 8                                                                           | 10                                                                          | 36                                                                          | 50                                                                          | 51                                                                          | 8e                                                                          | –                                                                           | 1e ronde                                                                    | – |
| 1970/71                                                                     | Tweede divisie                                                              | 32                                                                          | 7                                                                           | 14                                                                          | 11                                                                          | 28                                                                          | 31                                                                          | 39                                                                          | 13e                                                                         | –                                                                           | 1e ronde                                                                    | Limburgia keert noodgedwongen terug naar de amateurs |

### Topscorers
- 1954/55:  Loek Feijen (6)
- 0000000  Loek Feijen (15)
- 1955/56:  Leo Habets (15)
0000000  Loek Feijen (15)
- 1956/57:  Gradus Hansen (14)
- 1957/58:  Božo Broketa (11)
- 1958/59:  Leo Beerendonk (15)
- 1959/60:  Gradus Hansen (15)
- 1960/61:  Karel Muyres (14)
- 1961/62:  Gène Gerards (28)
- 1962/63:  Hub Bisschops (11)
- 1963/64:  Giel Stevelmans (13)
- 1964/65:  Giel Stevelmans (16)
- 1965/66:  Willy Coolen (12)
- 1966/67:  Emil Klostermann (20)
- 1967/68:  Willy Coolen (22)
- 1968/69:  Willy Coolen (18)
- 1969/70:  Willy Coolen (16)
- 1970/71:  Willy Coolen (13)

### Trainers
- 1939–1940:  János Pilcsik
- 1943–1947:  Piet van der Munnik
- 1947–1951:  Jan Geutskens
- 1951–1953:  József Veréb
- 1953–1958:  Branko Vidović
- 1958–1960:  Hens van Lubeck
- 1960–1964:  Charles Siezenis
- 1964–1966:  Jean Janssen
- 1966–1969:  Charles Siezenis
- 1969–1971:  Adam Fischer

SV Brunssum · SV Langeberg · VV De Leeuw · BSV Limburgia

Opgeheven: SV Limburgia · RKBSV · Treebeek Sport